# تدوخیپا
تدوخیپا (انگلیسی: Tadukhipa؛ ‏عربی مصری: تدوخيبا) یا در زبان هوری تدو-هیپا (Tadu-Hepa) دختر ﺗﻮﺷﺮﺍﺗﺎ پادشاه میتانی (۱۳۸۲ ق.م. - ۱۳۴۲ ق. م) و همسرش جونی بود.
گمان می‌رود او در نزدیک به بیست‌ویکمین سال فرمانروایی آمنهوتپ سوم فرعون مصر باستان زاده شده است. پنج سال پس از آن پدرش برای بستن پیمان همبستگی میان دو کشور وی را به همسری آمنهوتپ سوم داد.
گفته می‌شود وی با دسیسه تیه همسر دیگر آمنهوتپ سوم فرزند پسری را از دست داد اما دسیسه تیه باعث شد تا همگان فکر کنند وی دیوانه شده. وی قبل از مرگ آمنهوتپ سوم و به پادشاهی رسیدن و به دنیا آمدن آخناتون دست به خودکشی زد. در ۱۳۵۱ پیش از میلاد آمنهوتپ سوم پس از سی‌وهشت سال فرمانروایی درگذشت. پس از آن شبستان فرعون پیشین به پسر و جانشینش آخناتون رسید. از این پس آگاهی‌ای از سرنوشت تدوخیپا در دست نیست.
برخی پژوهشگران تدوخیپا را با کیا همسر آخناتون یکی می‌دانند.